# Melpignano (przystanek kolejowy)
Melpignano (włoski: Stazione di Melpignano) – przystanek kolejowy w Melpignano, w prowincji Lecce, w regionie Apulia, we Włoszech.
Przystanek jak i linia kolejowa jest obsługiwana przez Ferrovie del Sud Est. Znajduje się na linii Lecce – Otranto.

## Linie kolejowe
- Lecce – Otranto